# Tetranchyroderma inaequitubulatum
Tetranchyroderma inaequitubulatum is een buikharige uit de familie Thaumastodermatidae. Het dier komt uit het geslacht Tetranchyroderma. Tetranchyroderma inaequitubulatum werd in 2002 voor het eerst wetenschappelijk beschreven door Todaro, Balsamo & Tongiorgi. 